# 中华人民共和国燃料工业部
中华人民共和国燃料工业部是根据1954年9月28日第一届全国人民代表大会第一次会议通过的《中华人民共和国国务院组织法》第二条的规定，于1954年9月设置的一个部门，前身为1949年10月成立的中央人民政府燃料工业部。1955年7月30日，第一届全国人民代表大会第二次会议根据国务院总理周恩来的提议，决定撤销燃料工业部，并以原燃料工业部所属的煤炭管理总局、电业管理总局和石油管理总局为基础，分别设立煤炭工业部、电力工业部和石油工业部。

## 职权
按照相关规定，中华人民共和国燃料工业部由国务院第二办公室协助总理掌管。负责统一领导全国范围内的燃料工业相关工作。

## 组织结构
中华人民共和国燃料工业部内设机构如下：
- 办公厅
- 行政司
- 研究室
- 人事司
- 教育司
- 劳动工资司
- 经理司
- 财务司
- 生产技术司
- 对外联络司
- 计划司
- 基本建设司
- 设计司
- 技术监察局
- 监察室
- 煤炭工业管理总局
- 电业管理总局
- 石油管理总局
- 水力发电建设总局，局长李锐。
- 地质局

## 历任部长
1. 陈　郁 （1954年9月 - 1955年7月）